# Цінь Ши Хуан-ді
Цінь Ши Хуан-ді (кит. 秦始皇帝, пін. Qín Shǐ Huángdì, «Перший імператор Цінь»; листопад / грудень 260 до н. е. — 10 вересня 210 до н. е.) — володар держави Цінь, який об'єднав розрізнені китайські держави в єдину імперію. Засновник і перший імператор династії Цінь. 
Організатор ряду фундаментальних реформ, результатом яких стала поява імперського державного утворення, що стало відоме світові як «Китай» (China, «Ціна» — Цінь). Незважаючи на тиранічну форму правління і масові вбивства непокірних, Першого імператора багато сучасних китайців розглядають як національного героя, який об'єднав і створив мирний Китай після 200-літніх міжусобних воєн.

## Імена
Народився у перший місяць китайського календаря, який починався у стародавньому Китаї до зимового сонцестояння. По народженню він отримав ім'я Чжен (кит. 政, пін. Zhèng).
Належав до роду Їн (кит. 嬴, пін. Yíng). Окрім родового прізвища Їн, у Чжена було «сімейне» прізвище — Чжао (кит. 趙, пін. Zhào). Але ми ніколи не зустрінемо згадок про нього як «Їн Чжена», оскільки у давнину була відсутня сучасна практика поєднання власних імен із прізвищами. У свою чергу, власні імена використовувалися лише у вузькому колі родичів, тому буде помилковим називати Цінь Ши Хуан-ді «Принцом Чженом» або «Правителем Чженом держави Цінь». Єдиним іменем, яким можна називати Цінь Ши Хуан-ді до того як він став імператором, це — «Володар (ван 王, цзюнь 君) держави Цінь». 
Після завоювання військами Цінь останньої незалежної удільної держави у 221 до н. е., він ще був формальним королем (ваном) держави Цінь. Бажаючи показати свою вищість над іншими королями, він прийняв новий титул «хуан-ді», який традиційно перекладається як «імператор». Новий титул складався з двох ієрогліфів хуан (皇) та ді (帝), якими позначалися легендарні правителі Китаю на світанку його історії. Він також означав «монарха Неба», засвідчуючи амбіції Цінь Ши Хуан-ді. Загалом, цей титул символізував не лише імператора Китаю у вузькому розумінні, а володаря всієї Піднебесної, усього світу.
Оскільки Цінь Ши Хуан-ді був першим, хто створив і носив вищезгаданий титул, його часто називають «Ши Хуан-ді» (始皇帝), тобто «перший імператор». Він став творцем першої Китайської імперії, а точніше мегаполітичного утворення «Китай», яке увібрало у себе невеликі самостійні держави, котрі в історичній літературі заведено називати «китайськими». Його посольства до Риму відкрили нову державу світові, яка стала знана як «Ціна» («Cina» «China» від «Цінь») — «Китай».
Під іменем «Першого монарха Цінь» («Цінь Ши Хуан»), Цінь Ши Хуан-ді зустрічається в «Історичних записах» (91 до н. е.) Сими Цяня. Таку ж назву використовують історіографи сучасної КНР. Однак західні вчені дотримуються повнішої назви «Цінь Ши Хуан-ді».

## Молодість: завойовник

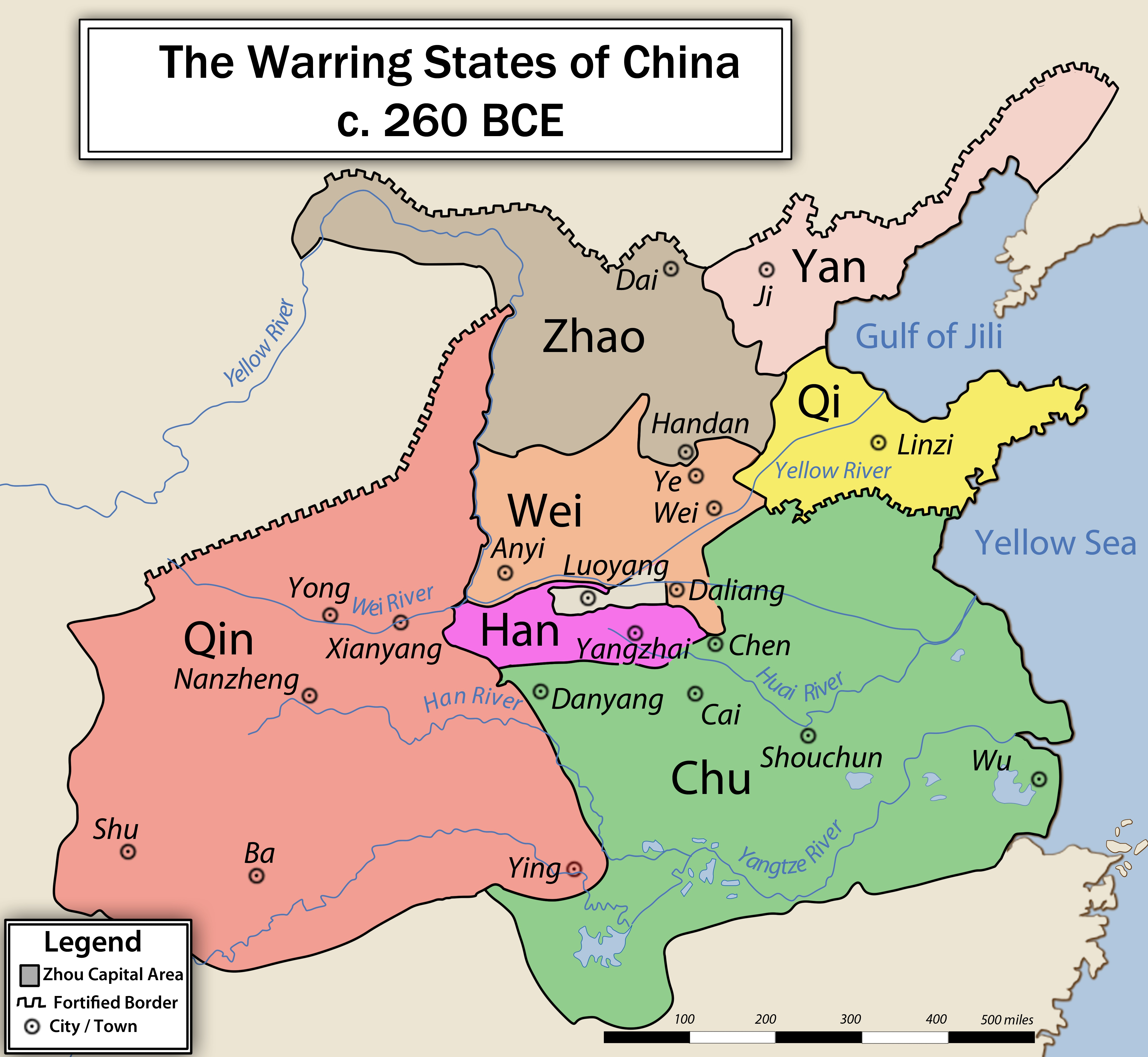
Воюючі царства у 260 до н. е.

У часи народження майбутнього імператора територія сучасного Китаю була розділена на кілька держав. Цей період китайської історії називають «епохою воюючих держав». Війни між ними були дуже жорстокими, а конкуренція настільки сильною, що у 260 до н. е. лише найсильніші політичні утворення залишилися на карті. Одна з цих держав, Цінь, була найсильнішою. У ній правили легістські закони, які перетворили її на потужну військову машину.
Майбутній імператор народився у місті Ханьдан, столиці ворожої держави Чжао. Він був сином Цзі-чу, принца держави Цінь, який перебував заручником у ворожій країні та гарантував мир між Цінь і Чжао. Принц невдовзі повернувся додому й обійняв престол Цінь за допомоги купця Лю Бувея. Останній був призначений головним міністром. Існує легенда, що Цінь Ши Хуан-ді був сином не принца, а саме цього купця, оскільки мати майбутнього імператора незадовго до одруження із батьком останнього була наложницею Бувея. Однак її достовірність викликає у багатьох китайських вчених сумніви.
Молодий Цінь Ши Хуан-ді посів трон батька в 247 до н. е. у 12-річному віці. До 21 року при ньому був регент. Він продовжив завойовницьку політику своїх попередників і, врешті-решт, у 221 до н. е. захопив усі державні утворення стародавнього Китаю, ліквідувавши останнього суперника — державу Ці.

## «Перший імператор»: об'єднувач

Відбиток печатки Ши Хуан-ді — Перший імператор (близько 220 до н. е.)

Для запобігання розколу імперії на ряд «удільних держав», Цінь Ши Хуан-ді та його головний міністр Лі Си провели ґрунтовну адміністративну реформу, націлену на створення потужної централізованої держави. Територія імперії була поділена на 36 командирств (郡, «повітів»). Влада у цих командирствах належала чиновникам, які призначалися винятково центральним урядом. Цивільна і військова влада була розділена. Командирством керували громадські губернатори-протектори шу (守) та військові губернатори вей (尉). Саме цією реформою було сформовано принцип вищості цивільної влади над військовою, який став фундаментальним положенням китайської управлінської системи у подальші століття. До кожного командирства був також прикріплений інспектор цзіань (監), в обов'язок якого входили нагляд над владою у командирстві, виявлення зловживань та доноси центральному урядові на чиновників-заколотників. Усі губернатори могли бути звільнені згідно з волею імператора.
Ця адміністративна реформа імперії була продовженням перетворень здійснених у державі Цінь декількома роками раніше. На відміну від решти напівфеодальних держав, Цінь змогла створити централізований управлінській апарат, який забезпечив їй перемогу у війні з сусідами.
Цінь Ши Хуан-ді наказав членами монарших родин, знищених ним держав, зібратися у його столиці Сяньянь, аби вони не вчинили заколот.
Імператор створив добре розвинену мережу транспортних комунікацій — доріг і каналів. Завданням цих комунікацій було пришвидшення руху військ та збільшення товарообігу.
Цінь Ши Хуанді та його міністр Лі Си провели економічну уніфікацію імперії. Вони стандартизували міри ваги і довжини, валюту, законодавство тощо.
Однією з головних реформ стало вироблення єдиної для всього Китаю ієрогліфічної системи письма. Її основою стали письмена епохи Чжоу. Була припинена практика вживання різноманітних ієрогліфів, які були винайдені у багатьох «удільних державах» другої половини 1 тисячоліття. Нові офіційні ієрогліфи були викарбувані на стінах палаців і навіть на горі Тянь-Шань, аби засвідчити об'єднання Піднебесної «Першим імператором», та популяризували нове письмо серед простих людей.
Правління Цінь Ши Хуан-ді позначилося також гоніннями на вчених, насамперед конфуціанців. Більшість конфуціанських книг були прилюдно спалені, а вчені — страчені.
«Перший імператор» не переймався лише внутрішньо-політичними проблемами, а провадив активну зовнішню політику шляхом експансії. Він вперше в історії Китаю захопив землі на півдні імперії (сучасна провінція Гуандун).
Також вів постійну боротьбу з кочовими племенами півночі, переважно з хунну. Хоча він підкорив їх, його влада на «варварських землях» була хитка. Імператор наказав звести оборонний мур на північних кордонах держави, аби убезпечити себе від нападів кочових племен у майбутньому. Цей мур став називатися згодом «Великий китайський мур». За оцінками сучасників, близько 10 % усього населення імперії загинули на будівництві цієї оборонної споруди.

## Смерть і її наслідки

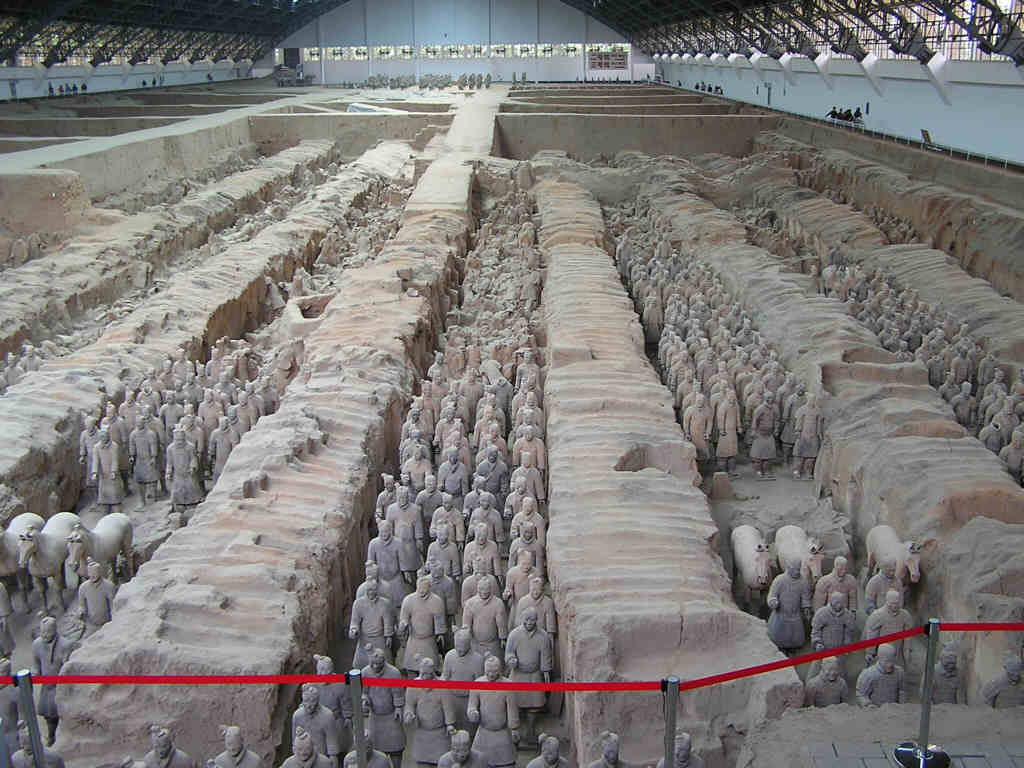
Теракотова армія з усипальниці «Першого імператора», Сіань

Помер під час поїздки до Східного Китаю, у пошуках легендарного Острову Безсмертя. Хроніки свідчать, що він загинув від ртутних пілюль, які нібито мусили продовжити життя імператора.
«Перший імператор» відійшов у той світ 10 вересня 210 до н. е. у провінційному палаці Сяцзі, за два місяці подорожі від столиці. Його міністр Лі Си, наляканий тим, що смерть імператора може спричинити величезне повстання через жорстоку політику та реалізацію величезних будівничих проєктів, як то Великий китайський мур чи мавзолей імператора, вирішив приховати смерть Цінь Ши Хуанді і повернутися до столиці Сяньян. Через два місяці тіло імператора доставили до столичного палацу і офіційно оголосили про кончину правителя.
Поховано у величезному мавзолеї з теракотовою армією, поблизу сучасного Сіаня. Його гробницю описав Сима Цянь. Вона відтворювала потойбічний світ: стеля була вкрита небесними світилами, а підлога землями і ртутними ріками. Гробниця «першого імператора» не поступалася багатством могилам єгипетських фараонів. Мавзолей, а точніше місцезнаходження теракотової армії, вчені віднайшли лише у 1974. Для охорони імператора стародавні китайці виготовили 7 000 керамічних солдат у натуральний зріст. Кожна фігура мала оригінальний вираз обличчя. Солдати були поділені на загони і обладнані такою самою зброєю, як їх живі аналоги доби Ціньської імперії. Сучасні археологи продовжують пошуки основної гробниці імператора, сподіваючись на сенсацію.
Цінь Ши Хуан-ді ніколи не обговорював питання своєї смерті і не залишив заповіту. Лі Си вирішив скористатися цим і посадив на трон другого сина «першого імператора» — 18-річну маріонетку Хухая. Опозицію в особі старшого сина Фусу та головнокомадуючого Мен Тяня було знищено. Хухай став «другим імператором» — Цінь Ер Ши.
Цінь Ер Ши був не настільки здібним як його батько. Повстання спалахнули по всій країні. Імператорський палац було спалено разом із дорогоцінними архівами. За чотири роки після смерті «першого імператора» його син був убитий. Династія Цінь припинила існування.
Наступна китайська династія Хань, відкинула легізм як філософію управління державою. Однак зберегла ряд політичних і законодавчих установок Цінь Ши Хуан-ді, пов'язавши їх з конфуціанською ідеологією. Саме у такому синтетичному вигляді результати діяльності «Першого імператора» були передані наступним поколінням правителів Китаю.

## Цінь Ши Хуан-ді в історіографії

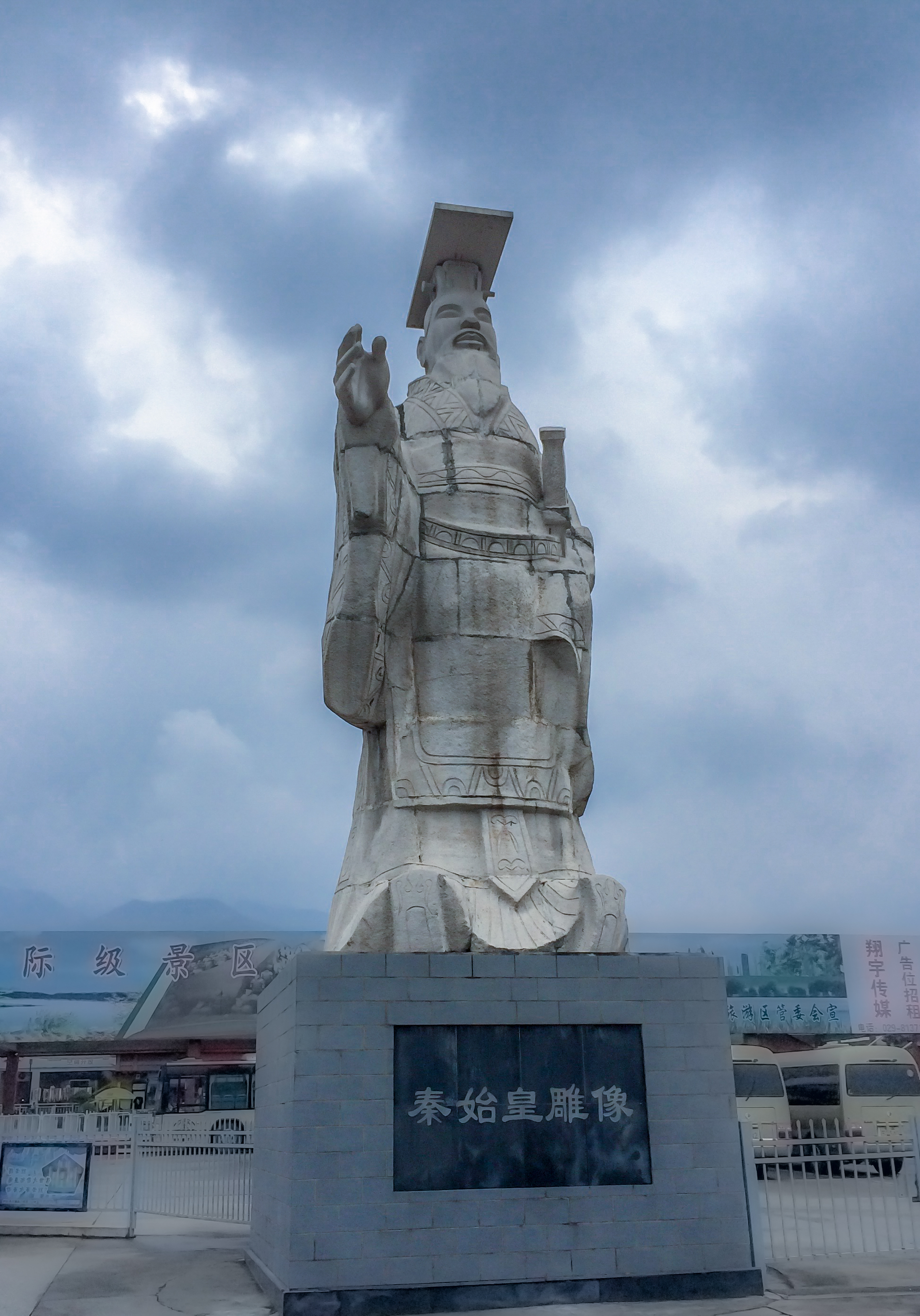
Сучасний пам'ятник Цінь Ши Хуан-ді біля усипальниці з теракотовим військом

У традиційній китайській історіографії Цінь Ши Хуан-ді часто зображується як грізний і кривавий тиран. Такий підхід до особи «Першого імператора» був закладений конфуціанським філософом Сунь Цзи у 266 до н. е., який критикував монарха за легістські методи управління країною.
Поет Цзя Ї епохи Хань (206-220 до н. е.) сформулював у своєму нарисі «Помилки Цінь» головні злочини імператора та причини занепаду його династії. Він пояснював, що звірське ставлення до жителів держави спричинили масові соціальні вибухи після смерті Цінь Ши Хуанді. Для конфуціанців сила держави базувалася на підтримці монарха народом, а не на дотриманні легістських постулатів.
Цінь Ши Хуан-ді проводив політику винищення «злих вчень», до яких він відносив конфуціанство. Однак після падіння Цінь його вороги-конфуціанці стали головним інтелектуальним прошарком Китаю та, ймовірно, викривили образ «Першого імператора». Зокрема, ми точно не знаємо про масштаби репресій часів Цінь Ши Хуан-ді, оскільки династичні архіви згоріли у повстанні, а свідчення про гоніння існують лише у пізніх творах противників політики імператора.
Історіографія XX століття зробила помітний крок у сторону переосмислення особи Цінь Ши Хуанді. Зокрема офіційний історик націоналістичного Гоміньдану Сяо Їсян склав у міжвоєнний період біографію «першого імператора», у якій особливо позитивно оцінював загарбницьку політику монарха щодо кочових народів півночі. Повна ревізія конфуціанських стереотипів була опублікована у праці «Перекази про першого імператора Цінь» Ма Фейбая у 1941, у якій автор назвав Цінь Ши Хуан-ді великим героєм китайської історії та одним із найвидатніших персон світової історії.
Із встановленням комуністичної влади у 1949, історики КНР почали по-новому оцінювати діяльність «Першого імператора» відповідно до марксистської теорії. Політика Цінь Ши Хуанді на об'єднання Китаю проголошувалася благом, а «знущання над класом робітників і селян» — злом. Падіння імперії пояснювалося «проявом класової боротьби».
У 1972 вийшла нова біографія Цінь Ши Хуан-ді, написана істориком Хун Сіді, у якій автор схвально оцінив особу «Першого імператора». Книга була дуже популярною і розійшлась тиражем у 1,85 мільйона примірників.
Сучасна китайська офіційна історіографія продовжує зображати Цінь Ши Хуан-ді героєм, у той час як закордонні науковці наголошують на негативних рисах його правління — тиранії, репресіях і гоніннях.

## Відображення в мистецтві

### В театрі
- 2006 року на сцені Метрополітен-опери (Нью-Йорк) пройшла прем'єра опери «Перший імператор» (композитор — Тан Дун, режисер — Чжан Імоу). Партію імператора проспівав Пласідо Домінго.

### У кіно
- «Цінь Ши хуанді» (яп. 秦・始皇帝, Сін сіко:тей) (1962) — японський фільм, роль імператора зіграв Сінтаро Кацу.
- «Emperor Qin Shi Huang» / «Rise of the Great Wall» (1986) — гонконзькому телеканалі ATV знятий і показаний 63-серійний серіал (один із найбільших проєктів каналу) про молодість Ін Чжена (майбутнього імператора Цінь Шихуана) з Тоні Ліу[en] в головній ролі.
- «Тінь імператора» (1996) — в Гонконзі Чжоу Сяовенем /Zhou Xiaowen/ знятий фільм за участю Ге Ю.
- «Імператор і вбивця» (1999) — фільм Чень Кайге за мотивами історії об'єднання Китаю, досить точно слідував «Ши цзі».
- «Герой» (2002) — Чжан Їмоу зняв найдорожчий фільм в історії китайського кіно.
- «Мумія: Гробниця імператора-дракона» (2008) — роль Цінь Шихуана в голлівудському блокбастері зіграв Джет Лі.
- «Офісний планктон» (2012) — південнокорейський серіал, що переносить події, що відбувалися під час династії Цінь і ранньої династії Хань, на сучасні реалії. Роль сучасного аналога імператора Цінь Шихуана — президента компанії «Чхонха» (перекладається як Піднебесна) Чін Сі Хвана — виконав Лі Док Хва[en].